# Ritratto della principessa Karoline von Liechtenstein nel ruolo di Iris
Il Ritratto della principessa Karoline von Liechtenstein nel ruolo di Iris (in tedesco Porträt der Fürstin Karoline von Liechtenstein als Iris) è un dipinto realizzato dalla pittrice francese Élisabeth Vigée Le Brun nel 1793.

## Storia

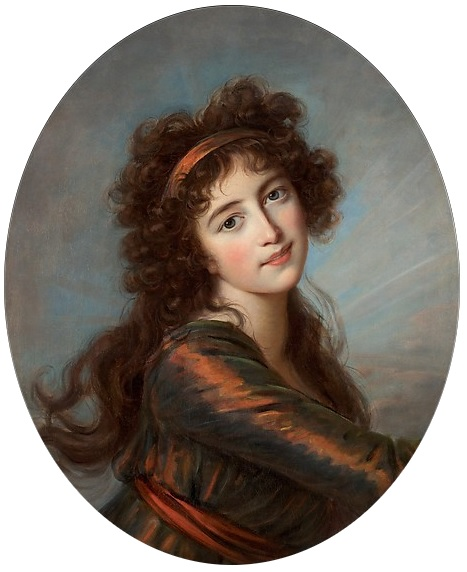
La versione a mezzo busto

Il principe Luigi I del Liechtenstein commissionò il ritratto della moglie tra il 1792 e il 1793; tale incarico rappresentò un'evoluzione per le commissioni viennesi di Vigée Le Brun.
La pittrice stessa scrisse che quando il dipinto venne collocato nella galleria principesca, il principe stesso e i membri della sua famiglia restarono scandalizzati per via della nudità dei piedi; allora il principe le disse di aver fatto posizionare sotto al quadro due scarpe, raccontando ai famigliari che erano appena scivolate dalla modella e per questo si trovavano a terra. Tale aneddoto fa comprendere come fu la ritrattista, e non il committente, a scegliere l'iconografia del dipinto.
Il successo del ritratto, comunque, portò Luigi I, che lo acquisì nel 1794, a commissionarne all'artista una versione a mezzo busto.

## Decrizione
La principessa è ritratta a figura intera, sospesa in aria mentre la sciarpa le svolazza intorno.
L'artista scrisse nei suoi Souvenirs di aver associato Karoline alla divinità dell'arcobaleno per il suo viso dall'espressione dolce e celestiale, cercando anche di rappresentare il suo carattere spensierato e vivace e la sua attrattività.
Proprio dagli anni '90 del XVIII secolo l'artista prese a trarre spunto dal repertorio mitologico, per nobilitare il genere ritrattistico collegandolo all'ideale antico, compiendo così una scelta ancora in linea con i gusti dell'epoca.